# Cerapachys mayri
Cerapachys mayri är en myrart som beskrevs av Auguste-Henri Forel 1892. Cerapachys mayri ingår i släktet Cerapachys och familjen myror. Inga underarter finns listade i Catalogue of Life.

## Bildgalleri

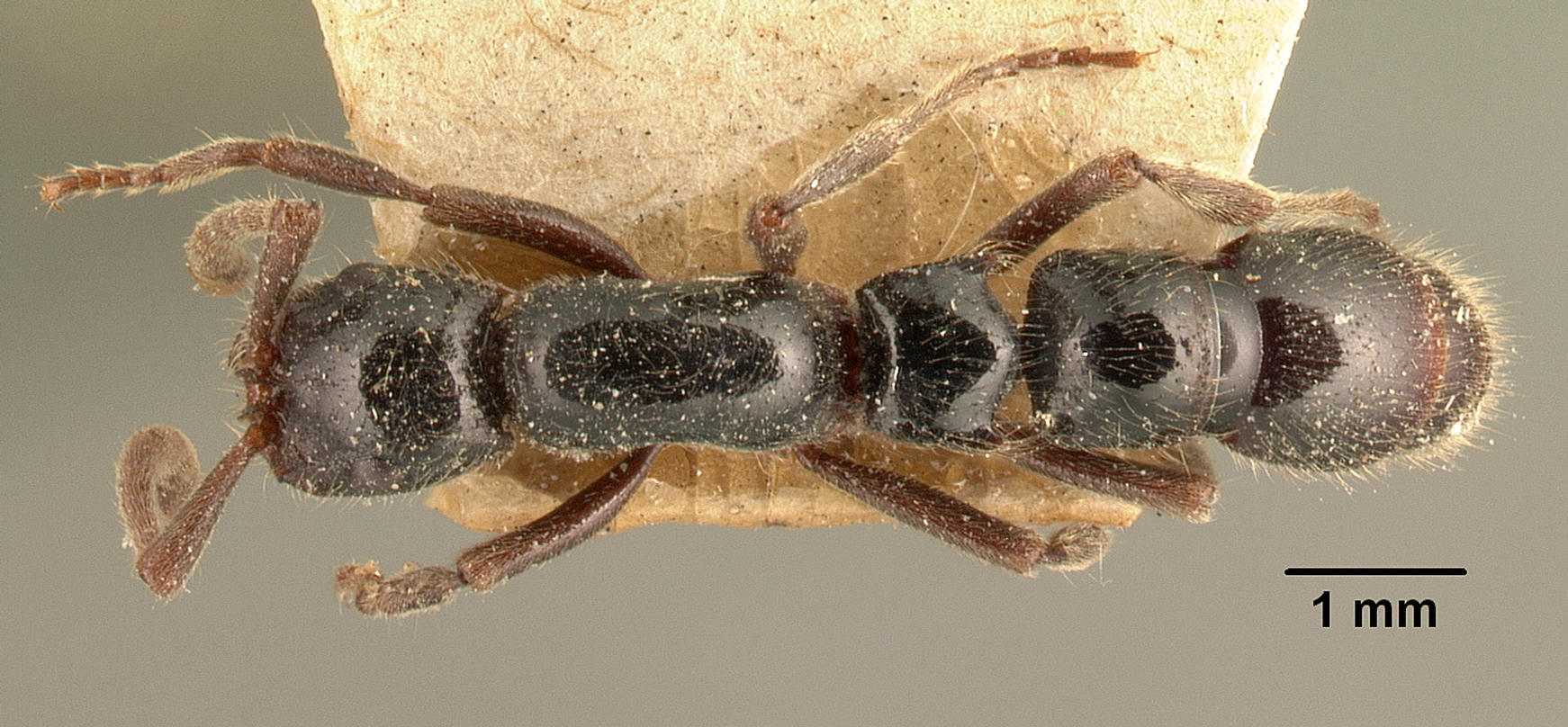
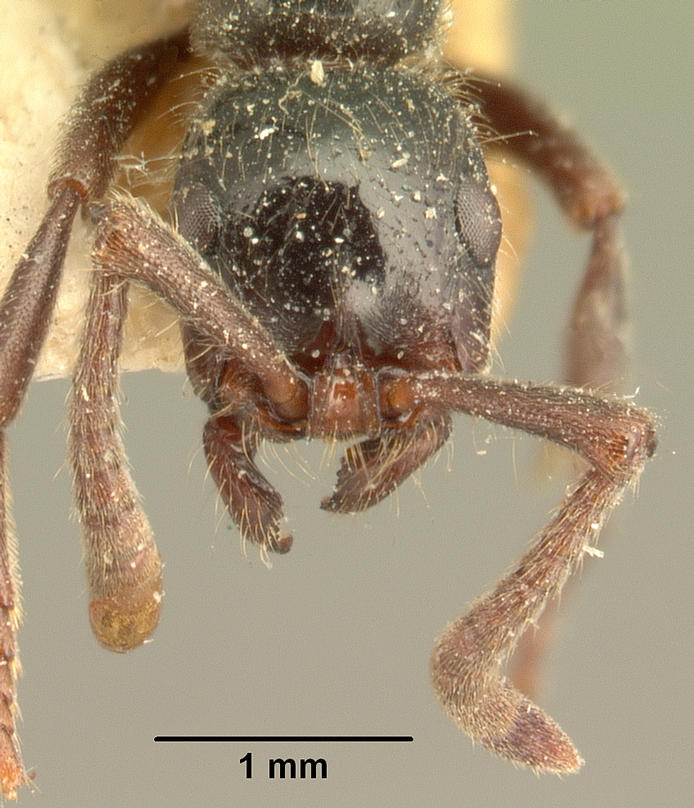
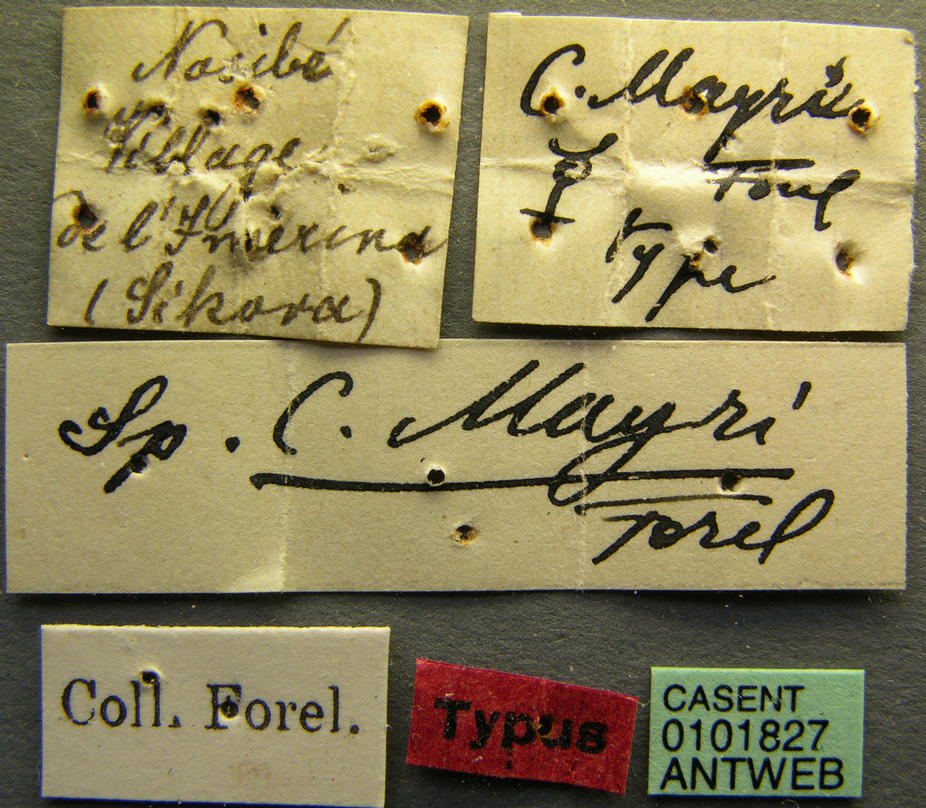
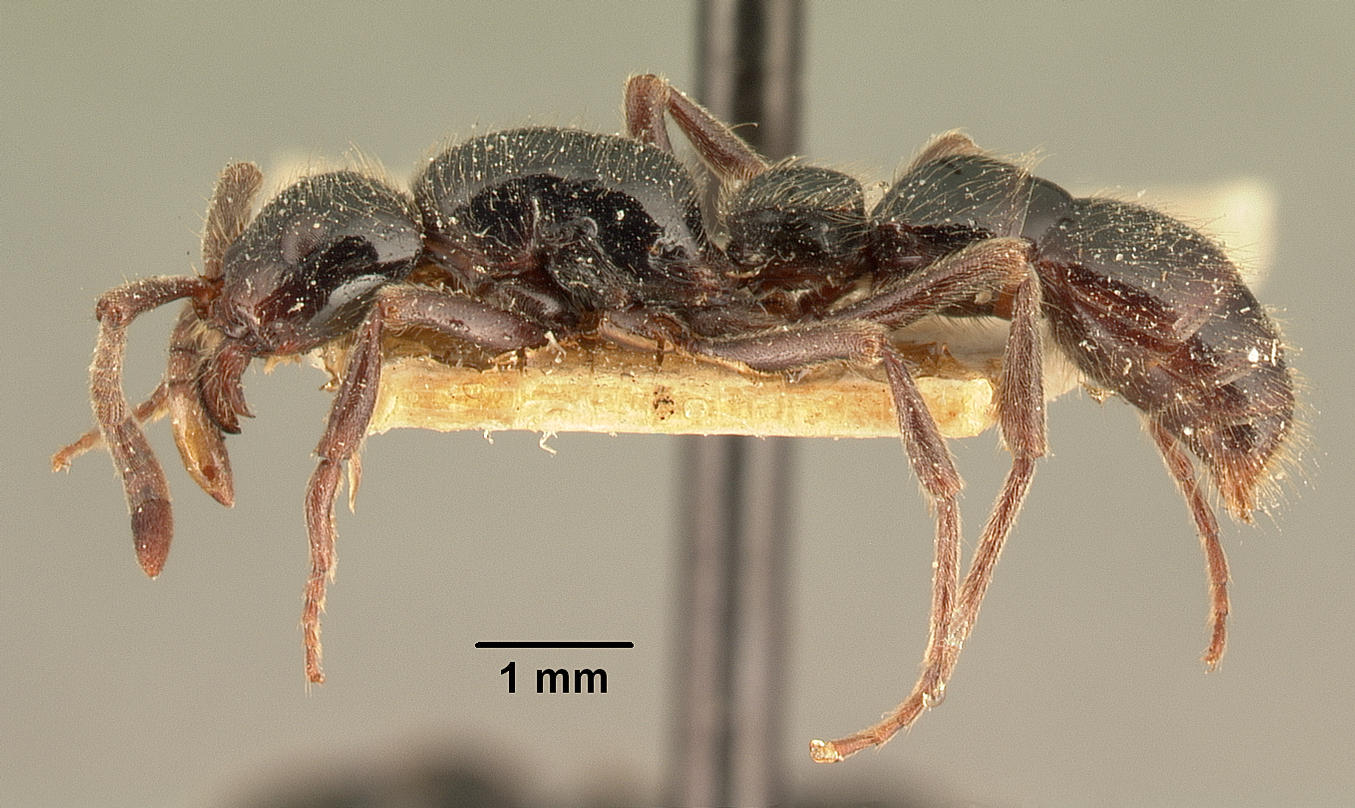
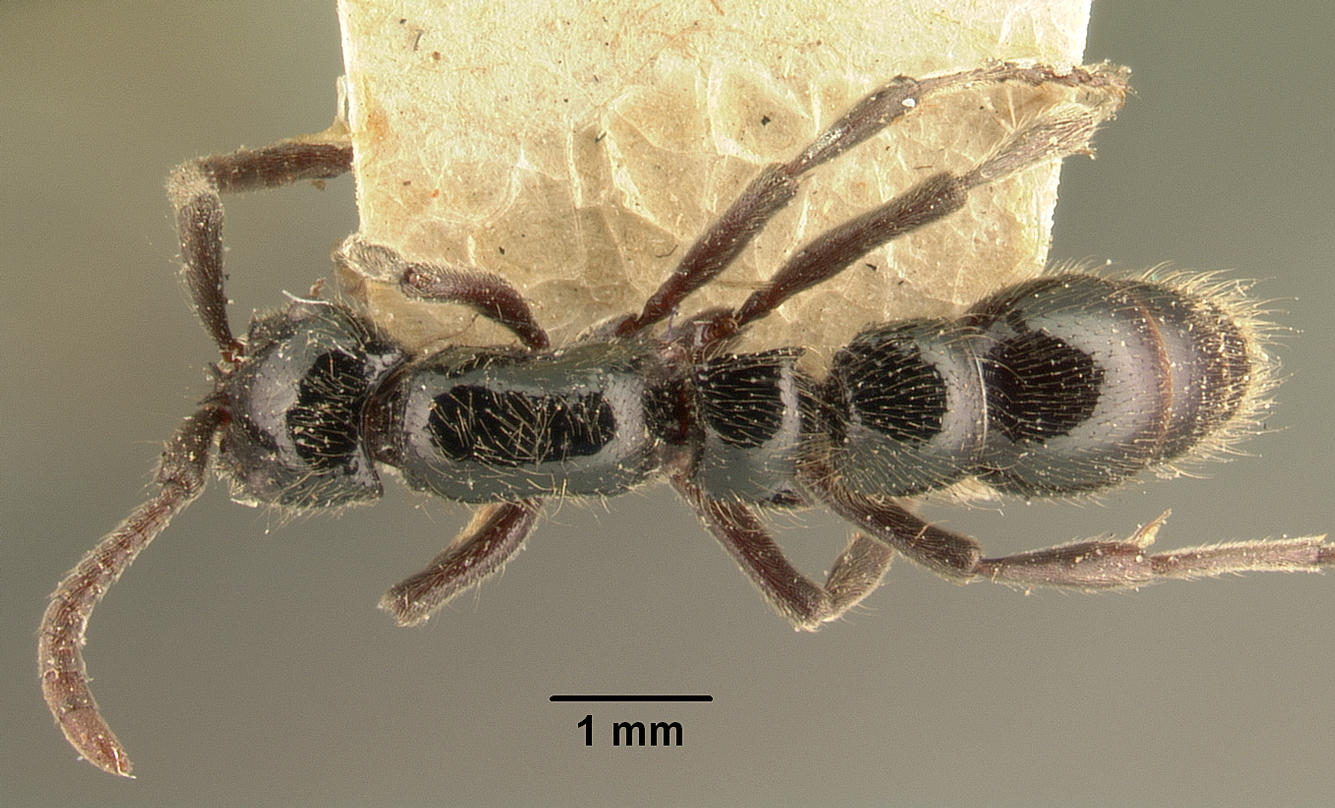
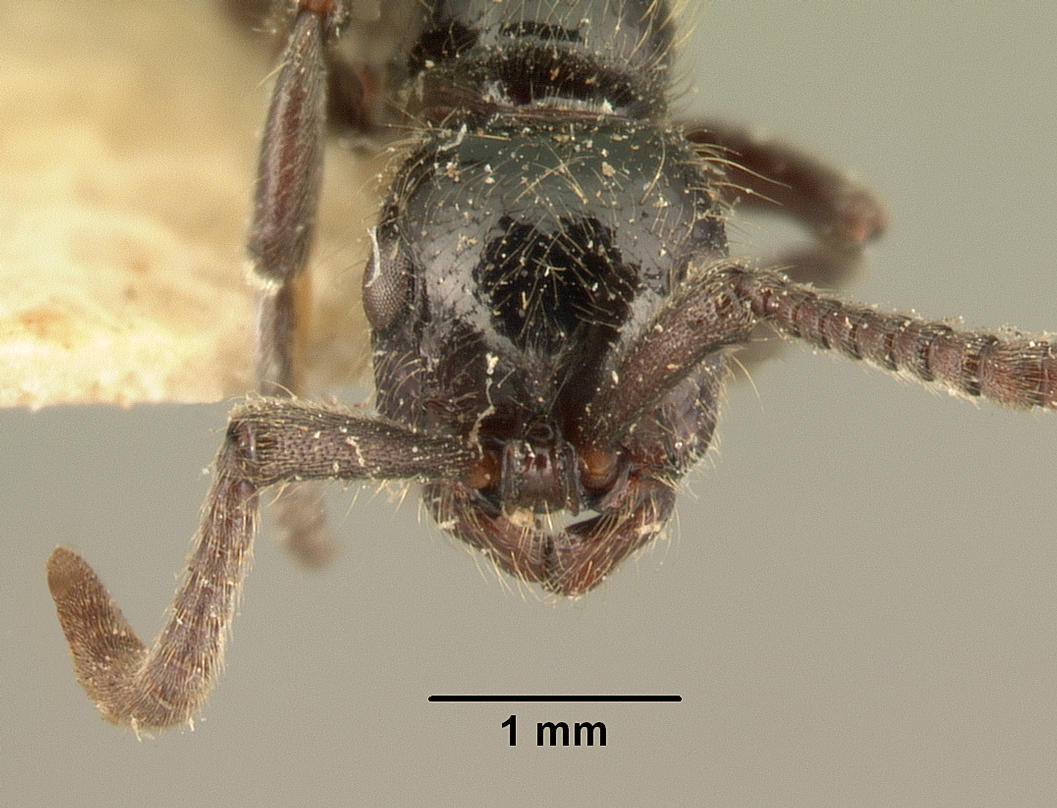